# Barbara Garrick
Pour les articles homonymes, voir Garrick.
Barbara Garrick, née le 3 décembre 1965 à New York, est une actrice américaine.

## Biographie
Barbara Garrick étudie l'art dramatique dans sa ville natale, notamment à la Circle in the Square Theatre School (où elle enseigne plus tard) et à la Juilliard School of Drama.
Elle débute Off-Broadway dans Today, I Am a Fountain Pen d'Israel Horovitz (1986) ; là, suit Rosencrantz et Guildenstern sont morts de Tom Stoppard (1987, avec Stephen Lang et John Rubinstein dans les rôles-titre) ; toujours Off-Broadway, citons encore Le Conte d'hiver de William Shakespeare (2003, avec Elizabeth Reaser).
À Broadway, elle joue à partir de 1989, notamment dans A Small Family d'Alan Ayckbourn (1992, avec Brian Murray), A Thousand Clowns d'Herb Gardner (en) (2001, avec Tom Selleck) et The Great Society de Robert Schenkkan (en) (2019, avec Brian Cox).
Au cinéma, ses deux premiers films sont Les Coulisses de l'exploit de John Sayles (avec John Cusack et David Strathairn) et Working Girl de Mike Nichols (avec Melanie Griffith et Harrison Ford), tous deux sortis en 1988. Ultérieurement, mentionnons Un divan à New York de Chantal Akerman (1996, avec Juliette Binoche et William Hurt), Loin du paradis de Todd Haynes (2002, avec Julianne Moore et Dennis Haysbert), ainsi que Blue Jasmine de Woody Allen (2013, avec Cate Blanchett et Alec Baldwin).
À la télévision américaine, Barbara Garrick tient son premier rôle en 1985 dans le feuilleton Haine et Passion. Par la suite, outre quelques téléfilms, elle apparaît surtout dans des séries, dont les quatre mini-séries Les Chroniques de San Francisco (vingt-et-un épisodes entre 1993 et 2019) et le feuilleton On ne vit qu'une fois (trente-sept épisodes de 1986 à 2013).

## Théâtre (sélection)

### Off-Broadway
- 1986 : Today, I Am a Fountain Pen d'Israel Horovitz : Annie Ilchak
- 1987 : Rosencrantz et Guildenstern sont morts (Rosencrantz and Guildenstern Are Dead) de Tom Stoppard : Ophélie
- 1988 : Eastern Standard de Richard Greenberg : Ellen
- 2003 : Le Conte d'hiver (The Winter's Tale) de William Shakespeare : Hermione
- 2003 : Eights Days (Backwards) de Jeremy Dobrish : Stern / Sheila Goldberg
- 2014 : The City of Conversation d'Anthony Giardina : Carolyn Mallonee

### Broadway
- 1989 : Eastern Standard de Richard Greenberg : Ellen
- 1992 : A Small Family Business d'Alan Ayckbourn, costumes d'Ann Roth : Tina
- 1997 : Stanley de Pam Gems (en) : Gwen
- 2001 : Des clowns par milliers (A Thousand Clowns) d'Herb Gardner (en) : Dr Sandra Sandy Markowitz[1]
- 2019 : The Great Society de Robert Schenkkan (en) : Lady Bird Johnson

## Filmographie partielle

### Cinéma
- 1988 : Les Coulisses de l'exploit (Eight Men Out) de John Sayles : Helen Weaver
- 1988 : Working Girl de Mike Nichols : Phyllis Trask
- 1990 : Jours de tonnerre (Days of Thunder) de Tony Scott : Lauren Daland
- 1990 : Bons baisers d'Hollywood (Postcards from the Edge) de Mike Nichols : Carol
- 1993 : La Firme (The Firm) de Sydney Pollack : Kay Quinn
- 1993 : Nuits blanches à Seattle (Sleepless in Seattle) de Nora Ephron : Victoria
- 1995 : Miami Rhapsodie (Miami Rhapsody) de David Frankel : Terri
- 1996 : Un divan à New York de Chantal Akerman : Lizbeth Honeywell
- 1997 : Ice Storm (The Ice Storm) d'Ang Lee : la journaliste météo
- 2000 : Pollock d'Ed Harris : Betty Parsons
- 2002 : Loin du paradis (Far from Heaven) de Todd Haynes : Doreen
- 2008 : Jumper de Doug Liman : Ellen
- 2008 : The Loss of a Teardrop Diamond de Jodie Markell (en) : Mme Dobyne
- 2013 : The Devil You Know de James Oakley (en) : Joan Stone
- 2013 : Blue Jasmine de Woody Allen : une amie de Jasmine et Hal
- 2014 : Célibataires... ou presque (That Awkward Moment) de Tom Gormican : la mère de Chelsea

### Télévision
(séries, sauf mention contraire)
- 1985 : Haine et Passion (Guiding Light), feuilleton, épisodes non spécifiés : Charlotte Wheaton
- 1985 : Spenser (Spenser: For Hire)
  - Saison 1, épisode 6 Désaccord en la mineur (Discord in A Minor, 1985) d'Harvey Hart : Cathy Lowington
  - Saison 3, épisode 21 Hantise (Haunting, 1988) : Valentine
- 1986-2013 : On ne vit qu'une fois (One Life to Live), feuilleton, trente-sept épisodes : Allison Perkins
- 1987 : Equalizer, saison 2, épisode 21 Pour les jaunes (Hand and Glove) : Deborah Whitten
- 1993-2019 : Les Chroniques de San Francisco (Tales of the City), quatre mini-séries
  - Première mini-série Les Chroniques de San Francisco (Tales of the City, 1993), six épisodes : DeDe Halcyon Day
  - Deuxième mini-série Les Nouvelles Chroniques de San Francisco ou Les Chroniques de San Francisco II (More Tales of the City, 1998), six épisodes : DeDe Halcyon Day
  - Troisième mini-série Autres chroniques de San Francisco (Further Tales of the City, 2001), trois épisodes : DeDe Halcyon Day
  - Quatrième mini-série Les Chroniques de San Francisco (Tales of the City, 2019), six épisodes : DeDe Halcyon Day
- 1995-2000 : New York, police judiciaire (Law & Order)
  - Saison 6, épisode 3 Tueur de flic (Savages, 1995) : Jenny Sandig
  - Saison 10, épisode 16 L'Abuseur abusé (Trade This, 2000) : Mme Sims
- 1996 : Au-delà du réel : L'aventure continue (The Outer Limits), saison 2, épisode 15 Une nouvelle vie (Afterlife) de Mario Azzopardi : Dr Ellen Kersaw
- 1997 : Ellen Foster de John Erman (téléfilm) : Tante Betsy
- 1998-1999 : As the World Turns, feuilleton, épisodes non spécifiés : Rita Renfield
- 2000 : Sex and the City, saison 3, épisode 3 L'Attaque de la femme d'un mètre quatre-vingts (Attack of the Five Foot Ten Woman) : Celia
- 2001-2003 : New York, unité spéciale (Law & Order: Special Victims Unit)
  - Saison 2, épisode 9 Triste réalité (Pixies, 2001) de Jean de Segonzac : la mère d'Hannah
  - Saison 5, épisode 5 Sang pour sang (Serendipity, 2003) : Kelly Wolcott
- 2001-2006 : New York, section criminelle (Law & Order: Criminal Intent)
  - Saison 1, épisode 9 Chirurgie expéditive (The Good Doctor, 2001) : Jennifer Barish
  - Saison 5, épisode 19 Le Flambeur (Cruise to Nowhere, 2006) : Pam Williams
- 2020 : Bull, saison 4, épisode 14 Les Tricheurs (Quid Pro Quo) : Cara Sutherland

## Voix françaises
- Dorothée Jemma dans La Firme (1993)

## Note et référence
1. ↑  Rôle tenu par Barbara Harris dans l'adaptation de cette pièce au cinéma en 1965, sous le même titre.